# Мунтяну, Думитру
Думи́тру Мунтя́ну (рум. Dumitru Munteanu; 3 июля 1932, Бухарест — 19 июня 2020) — румынский футболист, играл на позиции атакующего полузащитника и нападающего. Брат-близнец футболиста Антона Мунтяну.

## Биография

### Клубная карьера
Думитру Мунтяну и его брат-близнец Антон всю футбольную карьеру играли за одни и те же команды. Начинал карьеру в клубе «Глория» из Бистрицы, за который играл в течение двух сезонов. Следующим клубом для него стала «Стяуа», в которой он играл непродолжительное время.
Главные успехи Думитру и его брата-близнеца были связаны с «Петролулом», в составе которого Думитру играл в течение 10 сезонов. В составе «Петролула» Мунтяну выиграл три чемпионских титула и Кубок Румынии в 1963 году. За «Петролул» Думитру сыграл 135 матчей и забил 19 голов и в 1966 году завершил игровую карьеру.

### Карьера в сборной
14 октября 1962 года сыграл первый и единственный матч за сборную Румынии; товарищеский матч со сборной ГДР румыны проиграли со счётом 3:2.

### Смерть
Скончался 19 июня 2020 года в Бухаресте в возрасте 87 лет.

## Достижения
«Стяуа»
- Обладатель Кубка Румынии (1) : 1955[англ.]

«Петролул»
- Чемпион Румынии (3) : 1957/58, 1958/59, 1965/66
- Обладатель Кубка Румынии (1) : 1962/63